# 蒙戈 (漫画)
蒙戈（英語：Mongul）是在DC漫画出版的漫画书中出现的两个虚构角色。作家萊恩·韋恩与画家吉姆·史達林创作了该角色的第一个版本，首次发行于《DC漫画出品》#27（1980年11月）。作家彼得·J·托马西与画家斯科特·伊顿创作了该角色的第二个版本，作为婴儿首次亮相于《陈列橱'95》#8（1995年9月）。
2009年，蒙戈被IGN評為在任何時刻最偉大的漫畫書惡棍中的第41名。

## 其他媒體

### 電視
- DC動畫宇宙
  - 《正義聯盟》：由艾力克·羅勃茲配音。
  - 《無限正義聯盟》：同為艾力克·羅勃茲配音。
- 《蝙蝠俠智勇悍將》：劇中的蒙戈二世於「Duel of the Double Crossers」及「Death Race to Oblivion」中登場，由蓋瑞·安東尼·威廉斯配音。
- 《少年正義聯盟》：在第二季登場，由基夫·大衛配音。
- 《正義聯盟出擊》：在「Galaxy Jest」中登場，由約翰·迪·瑪吉歐配音。[2]

### 電影
- 《超人/蝙蝠俠：公眾之敵》：由布魯斯·蒂姆配音。

## 外部連結
- Supermanica: Mongul Supermanica entry on the Bronze Age version of the character.
- http://idol-head.blogspot.com/search/label/Mongul （页面存档备份，存于） In-depth history of the character.